# فرودگاه بین‌المللی ارارا
فرودگاه بین‌المللی ارارا (به انگلیسی: Herrera International Airport) یک فرودگاه همگانی (تعطیل) با کد یاتا HEX است که یک باند فرود آسفالت دارد و طول باند آن ۱۲۱۹ متر است. این فرودگاه در شهر سانتو دومینگو کشور جمهوری دومینیکن قرار دارد و در ارتفاع ۷ متری از سطح دریا واقع شده‌است.